# Bozó Csaba
Bozó Csaba (Salgótarján, 1966. március 6. –) biológus, igazságügyi szakértő, bűnügyi helyszínelő, rendőri vezető.
A salgótarjáni Madách Imre Építőipari Szakközépiskolában érettségizett 1984-ben. 1988-ban a szegedi Juhász Gyula Tanárképző Főiskola biológia-testnevelés szakán, majd 1991-ben a József Attila Tudományegyetemen biológia középiskolai tanári diplomát szerzett. Elvégezte a Pannon Agrártudományi Egyetem természetvédelmi szakmérnöki szakát és a Rendőrtiszti Főiskolát is. 1988-tól 1990-ig a megyei kórház patológiai osztályán, rövid ideig a Tiszakürti Fiúnevelő Otthonban, 1991-től 1993-ig pedig a Filantrop Környezetvédelmi Laboratóriumban dolgozott. 1993 óta a Bács-Kiskun Megyei Rendőr-Főkapitányság Bűnügyi Technikai Osztályának munkatársa, 2000-től vezetője. Jelenleg az Országos Rendőr-főkapitányság Bűnügyi Szakértői és Kutatóintézet Bűnügyi Technikai Főosztály Központi Technikai Osztályának vezetője. 2005 óta igazságügyi szakértő. PhD hallgató. 2006-ban a Magyar Rendészettudományi Társaság Dr. Kertész Imre Emlékéremmel tüntette ki. 2011-ben – Déri Attila rendőr alezredessel együtt – elnyerte a Belügyminisztérium tudományos pályázatának fődíját. 2013-ban a Belügyi Tudományos Tanács Szabó András-emléklappal tüntette ki.
Igazságügyi szakterülete a forenzikus entomológia és palinológia, a hazai igazságügyi szakértői művelésüknek megteremtője, megalapozója.
Szabadalma a róla elnevezett "Bozó-henger", ami mikró-anyagmaradványok helyszíni és laboratóriumi rögzítését teszi lehetővé.
A Bűnügyi Szakértői és Kutatóintézetben a bűnügyi helyszínelés országos hatáskörű központi csapatának létrehozója és vezetője.
Az ORFK Dunakeszi Oktatási Központ, az ELTE Természettudományi Kar (ELTE TTK) és a Rendőrtiszti Főiskola óraadója. 
1988-ban nősült, egy leánya és három fia van.

## Közéleti tevékenysége
- JGYTF Környezetvédelmi Klub, alapító tag, 198
- Magyar Madártani Egyesület, 1985–1988
- Természetvédelmi Őrszolgálat, 1985
- Magyar Biológiai Társaság, 1993–
- Magyar Parazitológiai Társaság 2007–
- Magyar Igazságügyi Orvosok Társasága, 2010–
- Magyar Rendészettudományi Társasság, 2005–
- Association of European Forensic Entomology, 1997–
- Rendőrség Tudományos és Technológiai és Innovációs Tanácsa, 1996–2010
- European Forensic Sciences Institutes APST Working Group, alapító tag 2010–

## Külső hivatkozások
- Fotó: http://www.delmagyar.hu/csaba_a_holttesteken_gyujti_a_rovarokat/cikk/220/2190062/2.jpg%5B%5D
- Publikációs lista: https://web.archive.org/web/20140305153711/http://www.bszki.hu/e107_files/downloads/bozo_pub.pdf